# Пестерово
Песте́рово (рос. Пестерово) — присілок у складі Юр'янського району Кіровської області, Росія. Входить до складу Загарського сільського поселення.
Населення становить 10 осіб (2010, 14 у 2002).
Національний склад станом на 2002 рік — росіяни 100 %.